# Cosmos Redshift 7
Cosmos Redshift 7 (другие обозначения — COSMOS Redshift 7, Galaxy Cosmos Redshift 7, Galaxy CR7 или CR7) — галактика лаймановского разрыва в созвездии Секстанта.
Космологическое красное смещение (z) составляет 6,6, таким образом, излучению галактики потребовалось 12,9 миллиардов лет, чтобы достичь Земли, а сама галактика была сформирована спустя 800 миллионов лет после Большого взрыва, в эпоху реионизации.
Ранее предполагалось, что в CR7 имеются признаки присутствия звёзд популяции III — звёзд, сформировавшихся на ранних этапах формирования галактики. Эти признаки были обнаружены в ярком скоплении голубых звёзд, в то время как остальная часть галактики содержит более красные звёзды популяции II. Однако поздние исследования не подтвердили наличие звёзд популяции III в CR7.

## Открытие
В 2015 году группа астрономов под руководством Дэвида Собрала, профессора астрофизики Ланкастерского университета, совершили это открытие с помощью Очень большого телескопа (VLT), расположенного в Европейской южной обсерватории — при поддержке Обсерватории Кека, телескопа «Субару» и космического телескопа «Хаббл». В состав исследовательской группы входили специалисты из Калифорнийского университета в Риверсайде, Женевского университета, Лейденского университета и Лиссабонского университета. Название галактики (Cosmos Redshift 7) было вдохновлено именем футболиста Криштиану Роналду, также известного как CR7.